# 善通寺駅
善通寺駅（ぜんつうじえき）は、香川県善通寺市文京町一丁目にある、四国旅客鉄道（JR四国）土讃線の駅である。駅番号はD14。駅表示パネルのコメントは「弘法大師ゆかりの駅」。

## 概要
善通寺市の中心駅で、全特急列車が停車する。

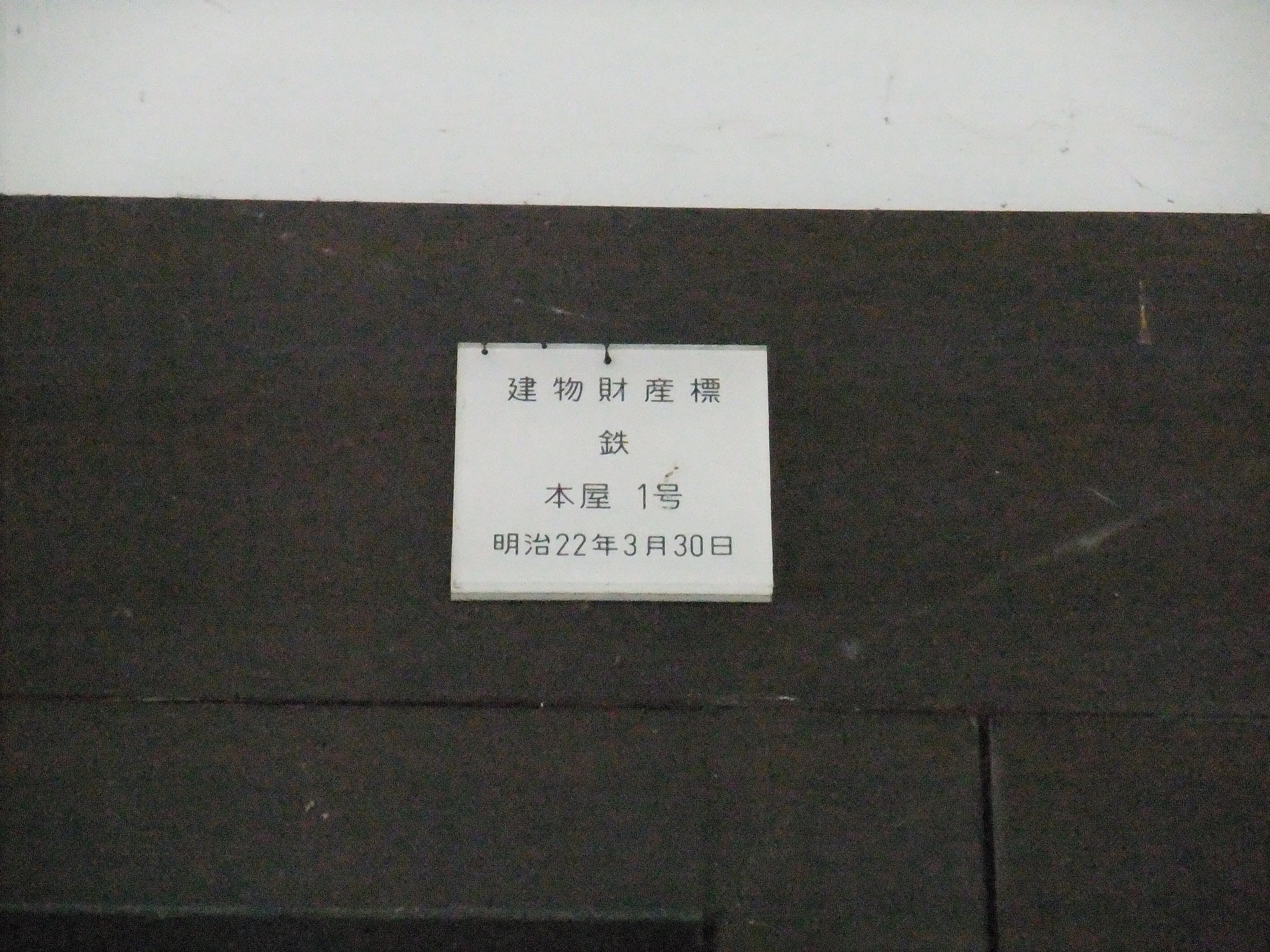
善通寺駅建物財産標

1889年（明治22年）開業時からの木造駅舎に1922年（大正11年）の陸軍特別大演習の際に車寄せ部分などを増築した。屋根は開業当初は切妻造だったが、1991年の改修で寄棟造になった。「明治22年3月30日」と記された建物財産標が存在し、日本最古の現役駅舎とされている亀崎駅（JR東海武豊線）の駅舎より古い可能性がある。国の登録有形文化財に登録されている。
明治20年代の建物財産票を持つ現存する駅舎は、他に1894年（明治27年）の香呂駅（JR西日本播但線）、川部駅・津軽新城駅（JR東日本奥羽本線）、1896年（明治29年）の木幡駅（JR西日本奈良線）などごく少数である。

## 歴史
- 1889年（明治22年）

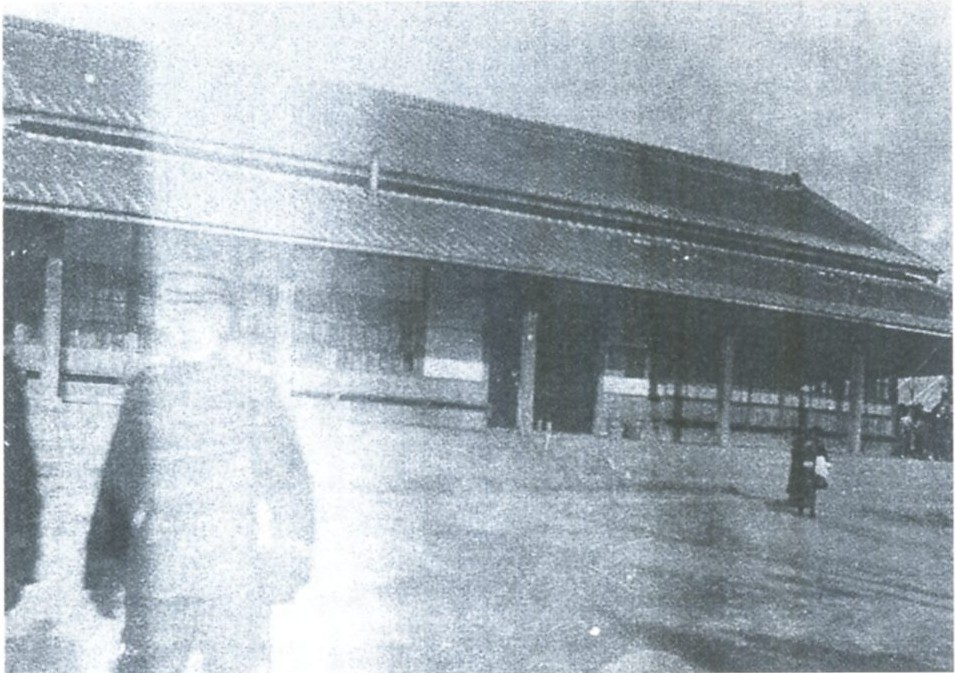
讃岐鉄道吉田駅

  - 5月23日：讃岐鉄道の吉田駅（）として開業[5]。
  - 6月15日：善通寺駅に駅名を変更[6][7]。
- 1904年（明治37年）12月1日：讃岐鉄道が山陽鉄道に買収され、同社の駅となる。
- 1906年（明治39年）12月1日：山陽鉄道が国有化され、官設鉄道（後に国鉄）の駅となる[5]。
- 1982年（昭和57年）11月15日：貨物の取り扱いを廃止[5]。
- 1985年（昭和60年）3月14日：荷物扱い廃止[5]。
- 1987年（昭和62年）4月1日：国鉄分割民営化に伴い、四国旅客鉄道（JR四国）の駅となる[5]。
- 1991年（平成3年）7月26日：駅舎リニューアル[8]。
- 2004年（平成16年）3月31日：駅前広場の供用を開始[9]。
- 2009年（平成21年）2月：駅舎が経済産業省の「近代化産業遺産」に認定される[10]。
- 2020年（令和2年）
  - 3月14日：ICカード「ICOCA」の利用が可能となる[11][12]。ICカード専用簡易改札機で対応。
  - 8月3日：みどりの券売機プラスの利用を開始[13][14][15]。
- 2023年（令和5年）
  - 11月17日：落雷の影響で駅事務所空調施設から火災が発生し、約1時間半後に鎮火した[16]。さらに落雷により券売機やICカード改札機が利用できない状態となった[17]。
  - 11月21日：券売機や定期券の販売業務を再開[18]。
  - 11月28日：社長の西牧世博が定例記者会見で、駅業務の完全復旧は2024年3月までかかる見通しと明らかにする[19]。

## 駅構造
2面3線のホームと木造駅舎を持つ地上駅。1番線が上下本線となる一線スルー（制限速度120 km/h）になっている。2番線は下り副本線で行違いがある場合に使用。上下副本線である3番線は原則として特急待避時のみの使用。
ホーム間は跨線橋で移動する。
直営駅（多度津駅助役善通寺在勤配置）、みどりの券売機プラス設置駅。早朝・夜19時以降は無人。

### のりば
| のりば | 路線    | 方向 | 行先                           | 備考                       |
| ------ | ------- | ---- | ------------------------------ | -------------------------- |
| 1      | ■土讃線 | 上り | 多度津・高松・岡山方面         | 通常はこのホーム           |
| 1      | ■土讃線 | 下り | 琴平・阿波池田・高知・中村方面 | 通常はこのホーム           |
| 2      | ■土讃線 | 下り | 琴平・阿波池田・高知・中村方面 | 行き違い時                 |
| 3      | ■土讃線 | 下り | 琴平・阿波池田・高知・中村方面 | 普通のみ（主に特急待避時） |
| 3      | ■土讃線 | 上り | 多度津・高松・岡山方面         | 普通のみ（主に特急待避時） |

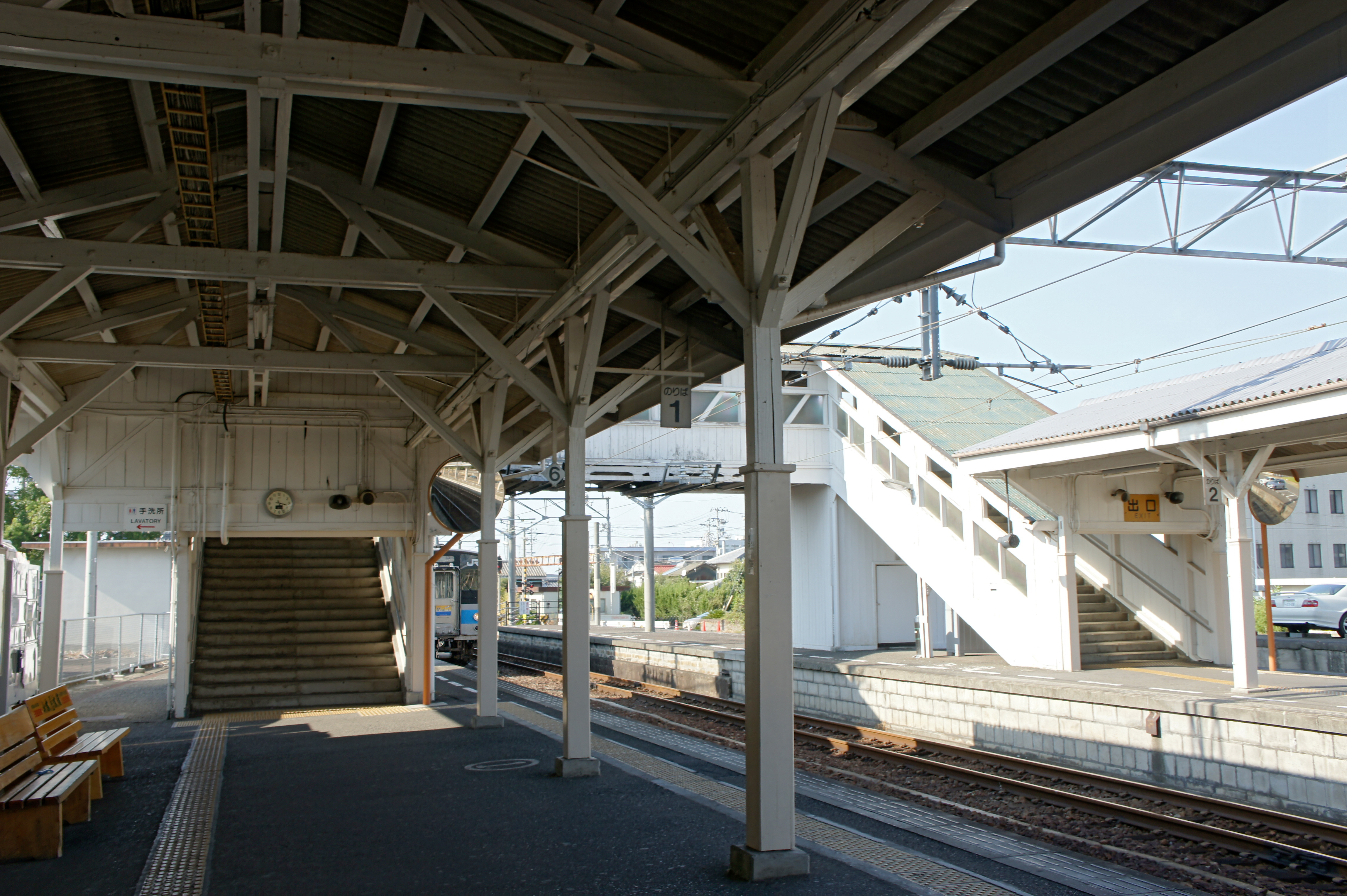
ホーム（2010年9月、跨線橋側）
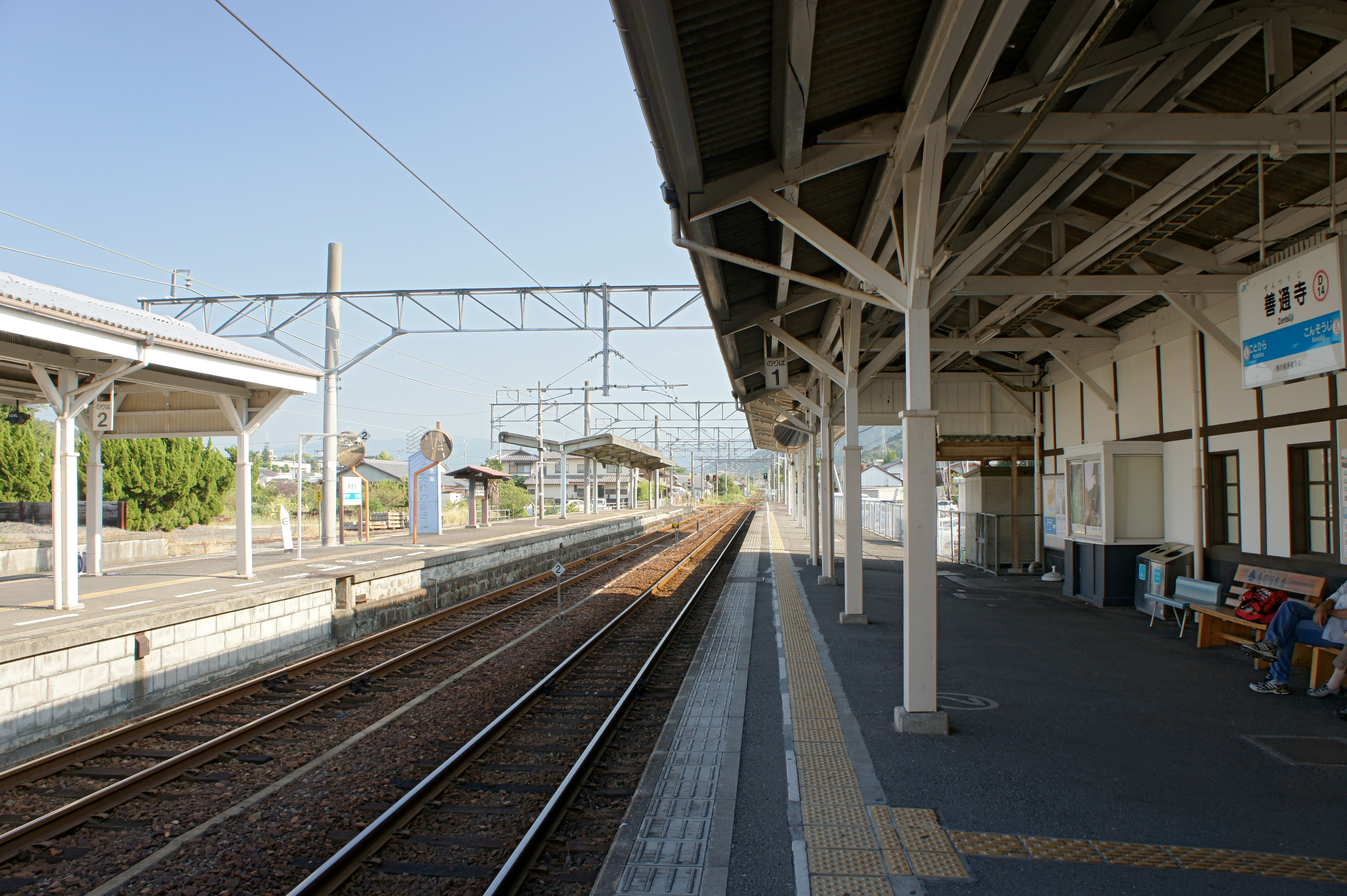
ホーム（2010年9月、「弘法大師の誕生地」という看板がある）

#### 文化財
登録有形文化財
- 本屋[4]
- 陳列所一号
- 旅客上屋一号[20]
- 旅客上屋二号[21]
- 乗換跨線橋[22]

## 利用状況
1日平均の乗車人員は以下の通り。
| 乗車人員推移 | 乗車人員推移 | 乗車人員推移 |
| 年度         | 1日平均人数  | 出典         |
| ------------ | ------------ | ------------ |
| 1987年       | 1,902        | [ 25 ]       |
| 1988年       | 2,276        | [ 25 ]       |
| 1989年       | 2,488        | [ 25 ]       |
| 1990年       | 2,390        | [ 25 ]       |
| 1991年       | 2,602        | [ 25 ]       |
| 1992年       | 2,686        | [ 25 ]       |
| 1993年       | 2,786        | [ 25 ]       |
| 1994年       | 2,708        | [ 25 ]       |
| 1995年       | 2,665        | [ 25 ]       |
| 1996年       | 2,563        | [ 25 ]       |
| 1997年       | 2,488        | [ 25 ]       |
| 1998年       | 2,390        | [ 25 ]       |
| 1999年       | 2,338        | [ 25 ]       |
| 2000年       | 2,142        | [ 25 ]       |
| 2001年       | 2,018        | [ 26 ]       |
| 2002年       | 1,926        | [ 26 ]       |
| 2003年       | 1,887        | [ 26 ]       |
| 2004年       | 1,888        | [ 26 ]       |
| 2005年       | 1,818        | [ 26 ]       |
| 2006年       | 1,801        | [ 26 ]       |
| 2007年       | 1,756        | [ 26 ]       |
| 2008年       | 1,692        | [ 26 ]       |
| 2009年       | 1,596        | [ 26 ]       |
| 2010年       | 1,509        | [ 26 ]       |
| 2011年       | 1,474        | [ 26 ]       |
| 2012年       | 1,460        | [ 26 ]       |
| 2013年       | 1,464        | [ 26 ]       |
| 2014年       | 1,403        | [ 26 ]       |
| 2015年       | 1,434        | [ 26 ]       |
| 2016年       | 1,438        | [ 26 ]       |
| 2017年       | 1,452        | [ 26 ]       |
| 2018年       | 1,458        | [ 26 ]       |
| 2019年       | 1,393        | [ 26 ]       |

## 駅周辺
- 善通寺 四国霊場75番札所。弘法大師（空海）生誕の地。
- 陸上自衛隊善通寺駐屯地
- 尽誠学園高等学校
- 香川県立善通寺第一高等学校
- 香川県立善通寺第一高等学校西キャンパス（旧香川県立善通寺西高等学校）
- 四国学院大学
- 善通寺市立西中学校
- 善通寺郵便局
- 四国警察支局警察学校
- 琴参バス善通寺駅前通停留所
- 善通寺運転免許更新センター - 2015年に廃止となった善通寺警察署跡に、2016年に開設された。
- 香川県道209号善通寺停車場線
- 香川県道22号善通寺綾歌線
- 香川県道24号善通寺大野原線
- 香川県道25号善通寺多度津線
- 善通寺市役所
- 善通寺市立図書館

## 隣の駅
四国旅客鉄道（JR四国）
■土讃線
- 特急「南風」「しまんと」「四国まんなか千年ものがたり」停車駅

■快速「サンポート」・■普通
金蔵寺駅 (D13) - 善通寺駅 (D14) - 琴平駅 (D15)